# Zaostrog
Zaostrog är en liten turiststad vid dalmatiska kusten 35 km söder om Makarska i Kroatien. Orten är mest känd för sitt Franciskanerkloster där den kroatiske författaren och filosofen Andrija Kačić-Miošić (1704-1760) levde och verkade.